# Kord (tkanina)
Kord jako tkanina je známý v několika variantách.

## Druhy kordů
- Hustá, těžší tkanina z česané vlny v keprové vazbě.[1] V 21. století se vyrábí nejčastěji ze směsi vlny se syntetickými vlákny s použitím na svrchní oděvy, v obchodě s označením "vlněný kord".[2]
- Tkanina s výrazným žebrováním tvořeným z rozřezaného vlasového  útku. V češtině se označuje zpravidla jako  manšestr. Je to bavlnářská tkanina používaná skoro výlučně k oděvním účelům. Vyrábí se v různých tloušťkách a hustotách žebrování.[3] Podle počtu žeber na šířku tkaniny se manšestr často dělí na několik druhů, které se v obchodě nabízejí pod zvláštním názvem. Např. v němčině je známé rozdělení:

| Počet žeber na 10 cm | Název v němčině   | Přívlastek v češtině |
| <10                  | Kabelcord         | šňůrový              |
| 10-25                | Breitcord/Trenker | široký               |
| 25-40                | Manchester/Genua  | manšestr             |
| >40                  | Babycord          | prací                |
| 44-50                | Feincord          | jemný                |
| >50                  | Cordsamt          | sametový             |
Mimo těchto se používá také označení fancy cord (efektní kord), které se nepřiřazuje k žádnému z uvedených druhů. Je to tkanina s různými šířkami žeber vedle sebe.
- Pneumatikový kord je tkanina ze syntetických filamentů v osnově a velmi řídce tkaného bavlněného útku.[5] Mimo pneumatik se tento kord také vkládá jako výztuž do gumových dopravních pásů a podobných technických výrobků.

## Galerie kordů

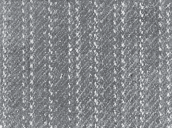
Kord z mykané vlny (ze začátku 20. století)
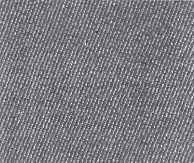
Kord z česané vlny (ze 2. dekády 20. století)
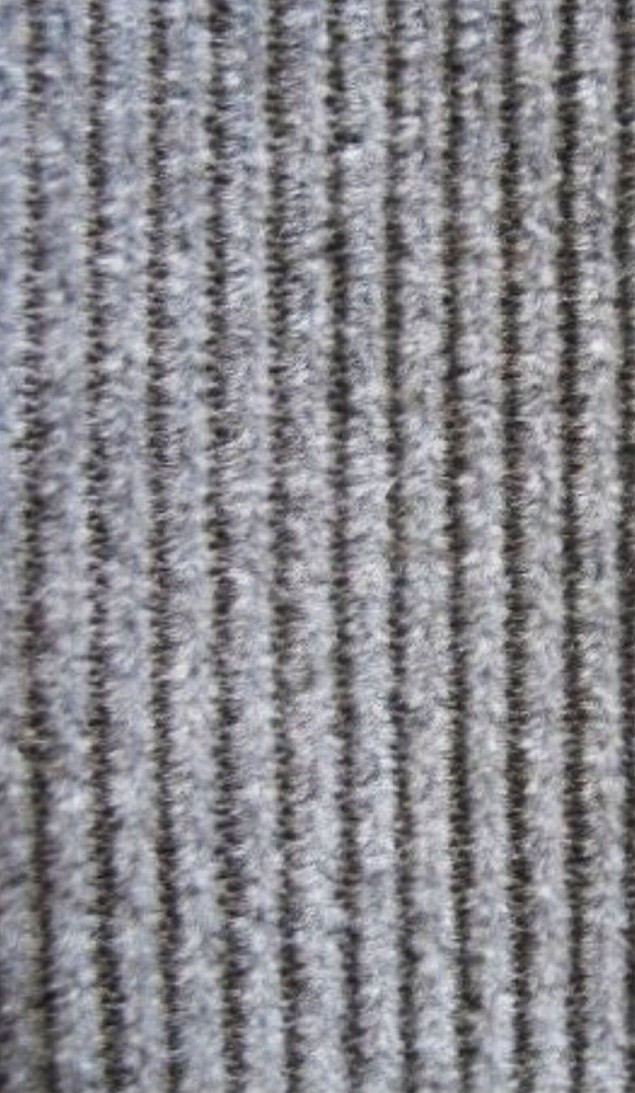
Vlněný kord z řezaných vlasových útků (37 žeber/10 cm)
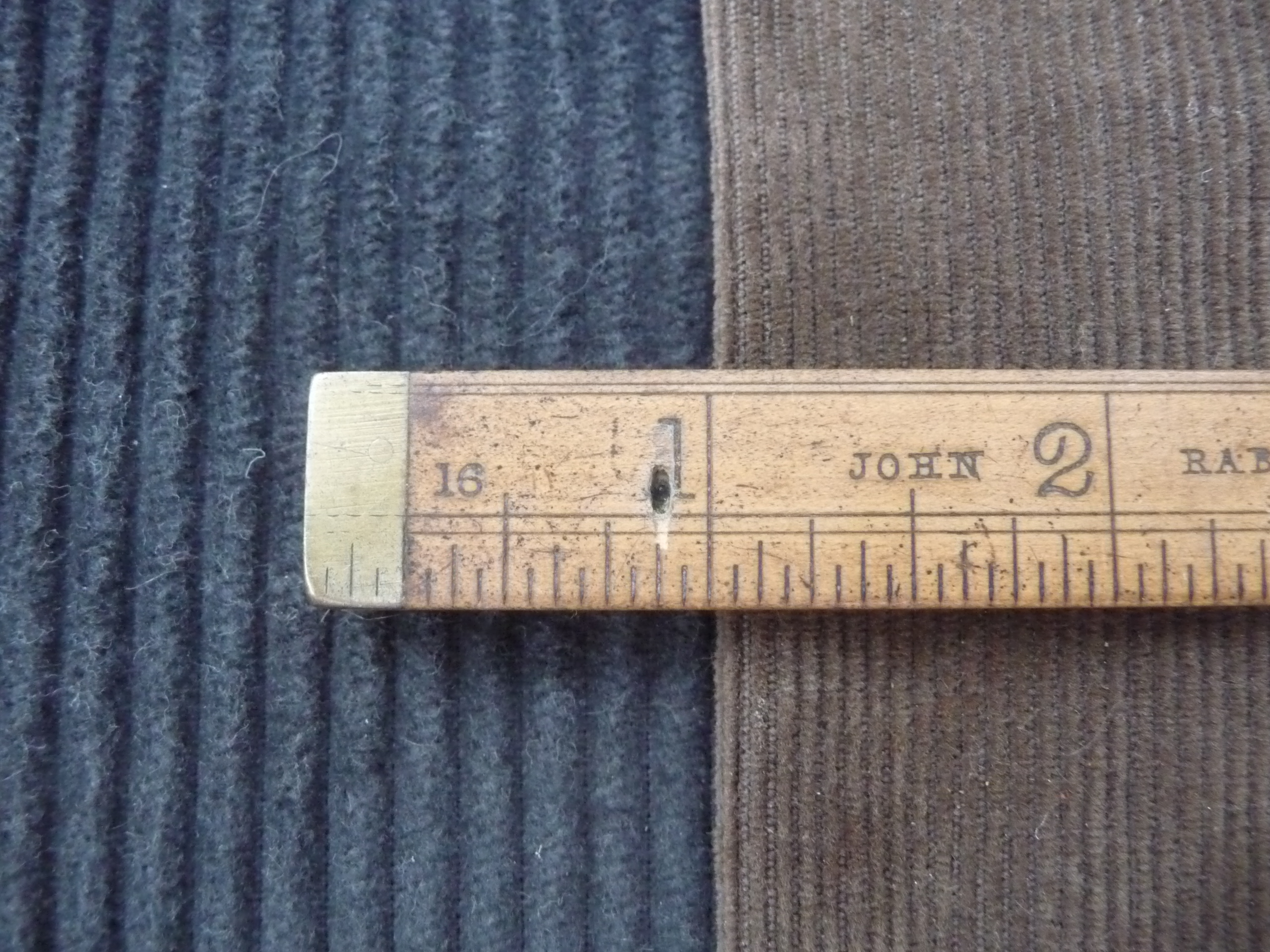
Porovnání: vlevo manšestr, vpravo sametový kord
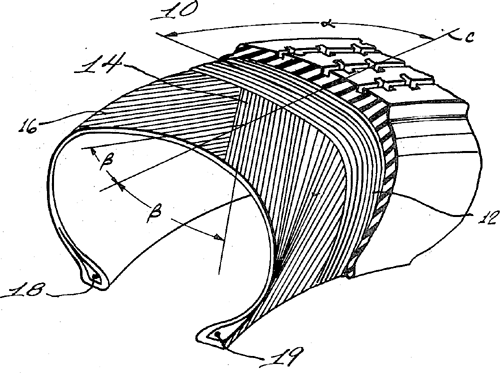
Schéma vyztužení pnaumatiky: 14 a 16 = textilní kord, 10 = kovový tkaný kord